# Ensa Badjie
Ensa „Jesus“ Badjie (* 20. Jahrhundert in Sibanor; † 13. Juni 2024 in Banjul) war ein gambischer Polizeibeamter. Er war Generalinspekteur der Polizei (englisch Inspector General of Police; IGP).

## Leben
Badjie diente in verschiedenen Funktionen bei der gambischen Polizei, unter anderem als Koordinator für Kriminalitätsbekämpfung und von 2008 bis 2010 als IGP. Er wurde im Juli 2011 vom Sonderstrafgericht wegen Drogenhandels, Korruption und Diebstahls zu lebenslanger Haft verurteilt, aber im Juli 2015 von Yahya Jammeh begnadigt. Später wurde er von der Barrow-Administration in verschiedenen Funktionen wieder eingesetzt, im Februar 2020 wurde der ehemalige Polizeichef wieder in den Polizeidienst aufgenommen und der Crime Management Unit zugeteilt. Zuletzt war er Regional Police Commissioner für die Upper River Region. Auf Empfehlung der Truth, Reconciliation and Reparations Commission (TRRC) wurde er dem öffentlichen Dienst ausgeschlossen.
Berichten zufolge befand sich der ehemalige IGP, der am 13. Juni 2024 im Edward Francis Small Teaching Hospital in Banjul verstarb, in einem Krankenhaus in Behandlung, nachdem er einer langen Krankheit erlegen war, die auf „schwere Folter durch Agenten des damaligen Nationalen Geheimdienstes (NIA)“ unter dem Regime des ehemaligen Präsidenten Jammeh zurückzuführen sein soll.

## Familie
Ousman Badjie, ein Generalleutnant ist sein Bruder.